# Bill Walker (Politiker, 1951)

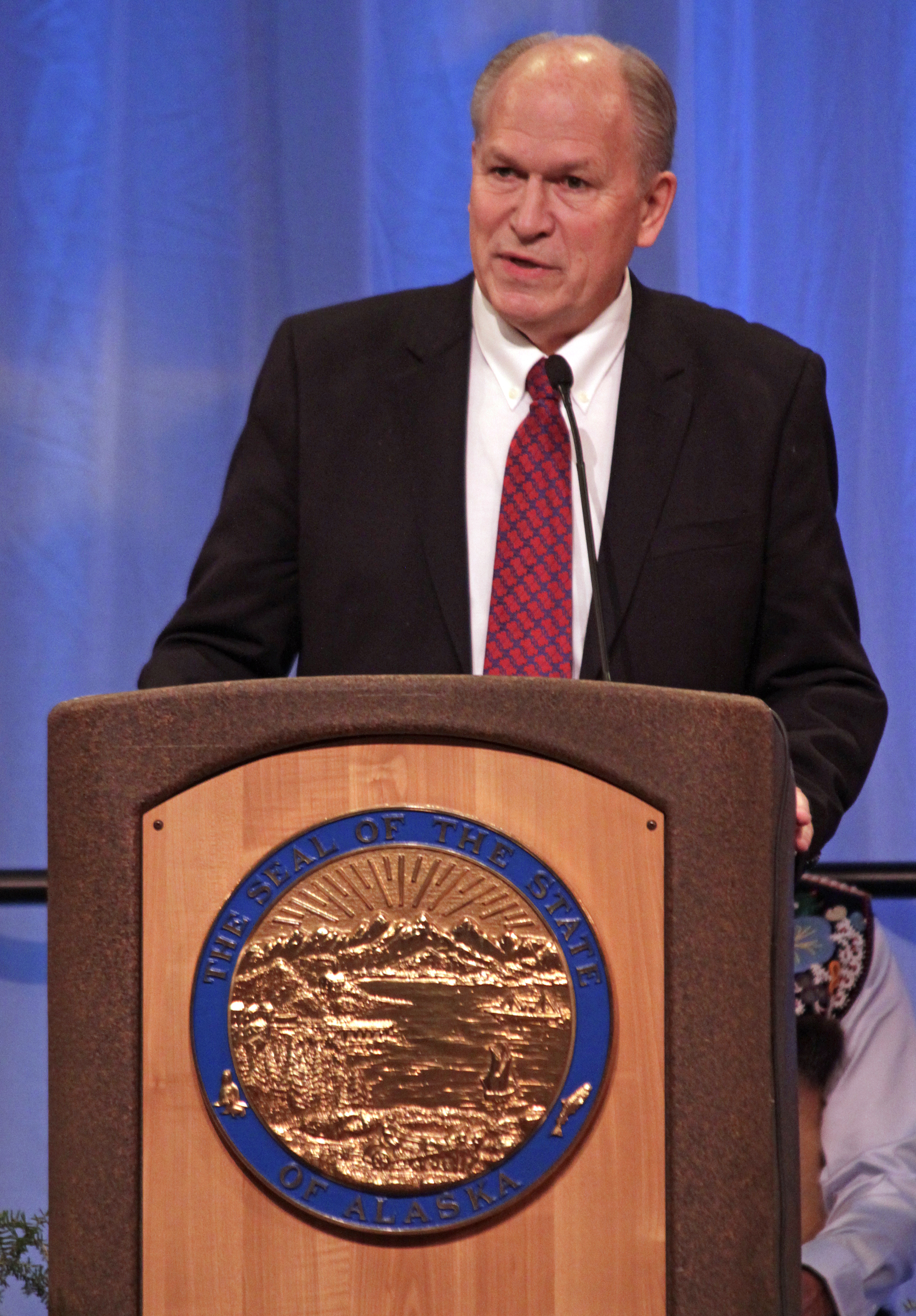
Bill Walker (2014)

William M. „Bill“ Walker (* 16. April 1951 in Fairbanks, Alaska-Territorium) ist ein US-amerikanischer Politiker. Er amtierte vom 1. Dezember 2014 bis zum 3. Dezember 2018 als Gouverneur des Bundesstaates Alaska.
Er war der bisher einzige parteilose US-Gouverneur im Bundesstaat Alaska, allerdings gehörten seiner Regierung sowohl Politiker der Demokratischen wie auch der Republikanischen Partei an. Zunächst Republikaner, trat Walker Anfang 2014 aus der Partei aus und konnte anschließend bei der Gouverneurswahl im November 2014 den republikanischen Amtsinhaber Sean Parnell besiegen, nachdem der Demokrat Byron Mallott seine Bewerbung zugunsten Walkers zurückzog. Mallott wurde Vizegouverneur.

## Werdegang

### Frühere Jahre und politischer Aufstieg
Walker besuchte das Lewis and Clark College und studierte Rechtswissenschaften an der University of Puget Sound. Als Nachfolger von Bud Shuster war Walker ab 1978 bis 1979 Bürgermeister der Stadt Valdez. Danach gehörte er eine Zeitlang dem Stadtrat von Valdez an. Auch war er für längere Zeit örtlicher Staatsanwalt.
Bis 2014 war Walker Mitglied der Republikanischen Partei. Im August 2010 forderte er den amtierenden Gouverneur Sean Parnell, der erst im Jahr zuvor in dieses Amt aufrückte, bei den parteiinternen Vorwahlen der Republikaner heraus. Jedoch musste er sich mit einem Stimmenanteil von 34 Prozent dem Amtsinhaber geschlagen geben, der anschließend für seine Partei nominiert und im November 2010 wiedergewählt wurde.

### Kandidatur als Gouverneur 2014
Im Frühjahr 2013 erklärte Walker seine Absicht, im November 2014 erneut für das Gouverneursamt in Alaska kandidieren zu wollen. Ende 2013 gab er bekannt, als parteiloser Bewerber antreten zu wollen. Am 2. September 2014 verkündeten Bill Walker und der demokratische Kandidat Byron Mallott überraschend, gemeinsam im Rahmen eines sogenannten Unity Tickets kandidieren zu wollen. Mallott zog daraufhin seine eigene Bewerbung um das Gouverneursamt zurück und fungierte als Walkers Running Mate: also dessen Anwärter für den Posten des Vizegouverneurs. Hintergrund war, dass sowohl der Ex-Republikaner Walker als auch die Demokraten ein gemeinsames Interesse hatten, den Amtsinhaber Sean Parnell von den Republikanern abzulösen. Durch ein gemeinsames Antreten von Walker und Mallott sollten so die Stimmen von Parnells politischen Gegnern gebündelt und nicht auf zwei Kandidaten verteilt werden. Da für die Wahl zum Gouverneur bereits die einfache Mehrheit ausreicht, wurde bei einem getrennten Antreten von Walker und Mallott ein republikanischer Wahlsieg als sehr wahrscheinlich angesehen.
Der Wahlausgang wurde im Vorfeld als völlig offen betrachtet, da sich die beiden Kontrahenten in Umfragen ein Kopf-an-Kopf-Rennen lieferten. Obwohl Alaska mehr den Republikanern zuneigt, konnte die Wahlplattform von Walker und Mallott in Umfragen sowohl auf Zustimmung von den linksliberalen und moderaten, als auch von konservativen Lagern setzen. Parnell hatte sich zudem durch eine Reihe von Steuersenkungen für Ölfirmen unbeliebt gemacht. Auch seine Handhabung von diversen Diskriminierungsvorfällen bei der Nationalgarde schadeten zuletzt seinem Ansehen. Die Gouverneurswahl am 4. November 2014 konnten Walker und Mallott mit seinem Stimmenanteil 48,1 Prozent der Stimmen gewinnen. Parnell erhielt 45,9 Prozent; was eine Differenz von rund 6000 Stimmen ausmachte. Der Wahlausgang war zunächst für mehrere Tage unklar, da sich ein knappes Rennen abzeichnete und noch nicht alle Stimmen ausgezählt wurden. Nachdem sich im Laufe der Auszählung Walkers Vorsprung permanent vergrößerte, erklärte er sich am 11. November zum Sieger. Drei Tage später stand das Wahlergebnis dann offiziell fest und Parnell räumte seine Niederlage ein.

### Gouverneur von Alaska

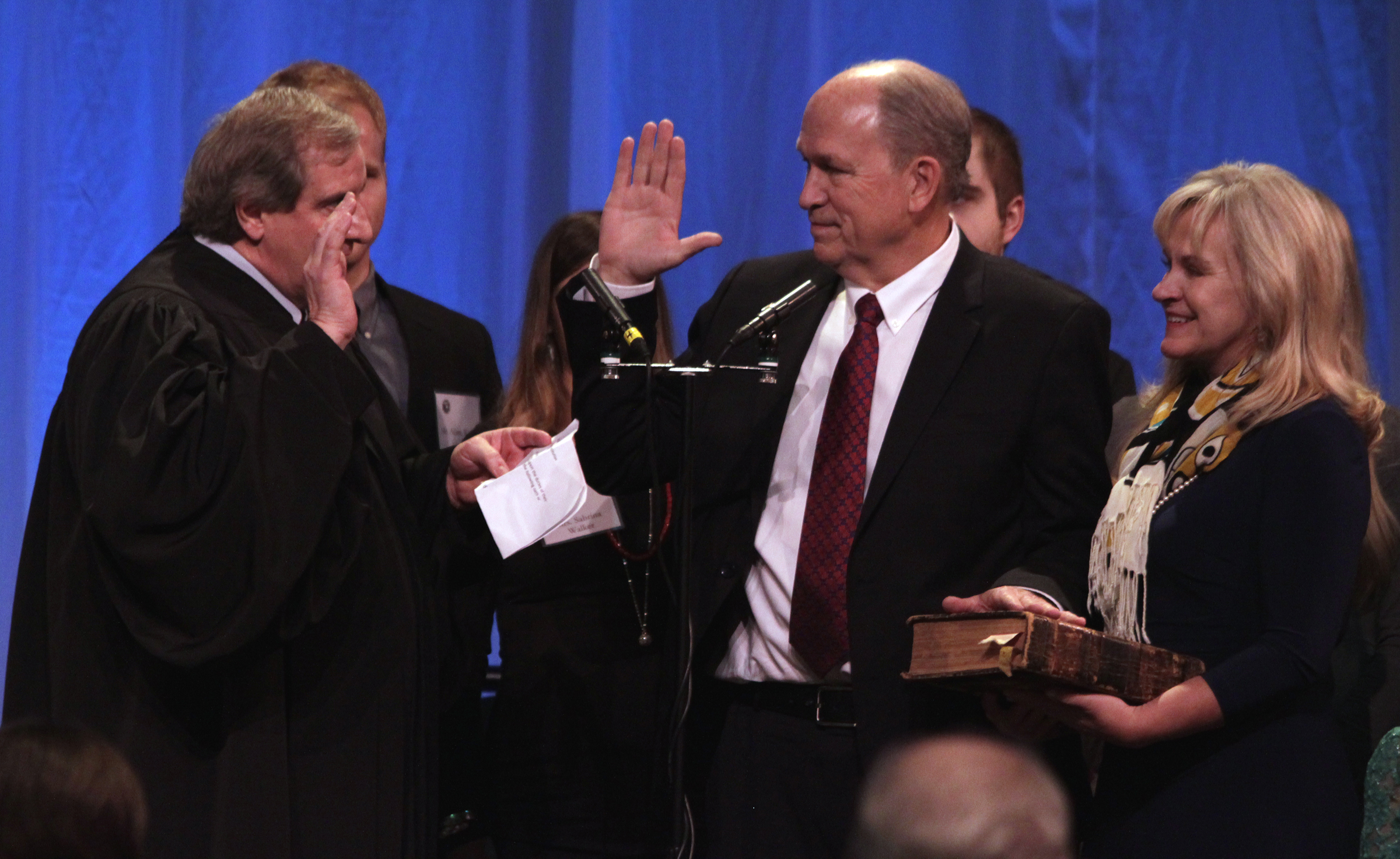
Am 1. Dezember 2014 legt Bill Walker (mittig) den Amtseid zum Gouverneur ab

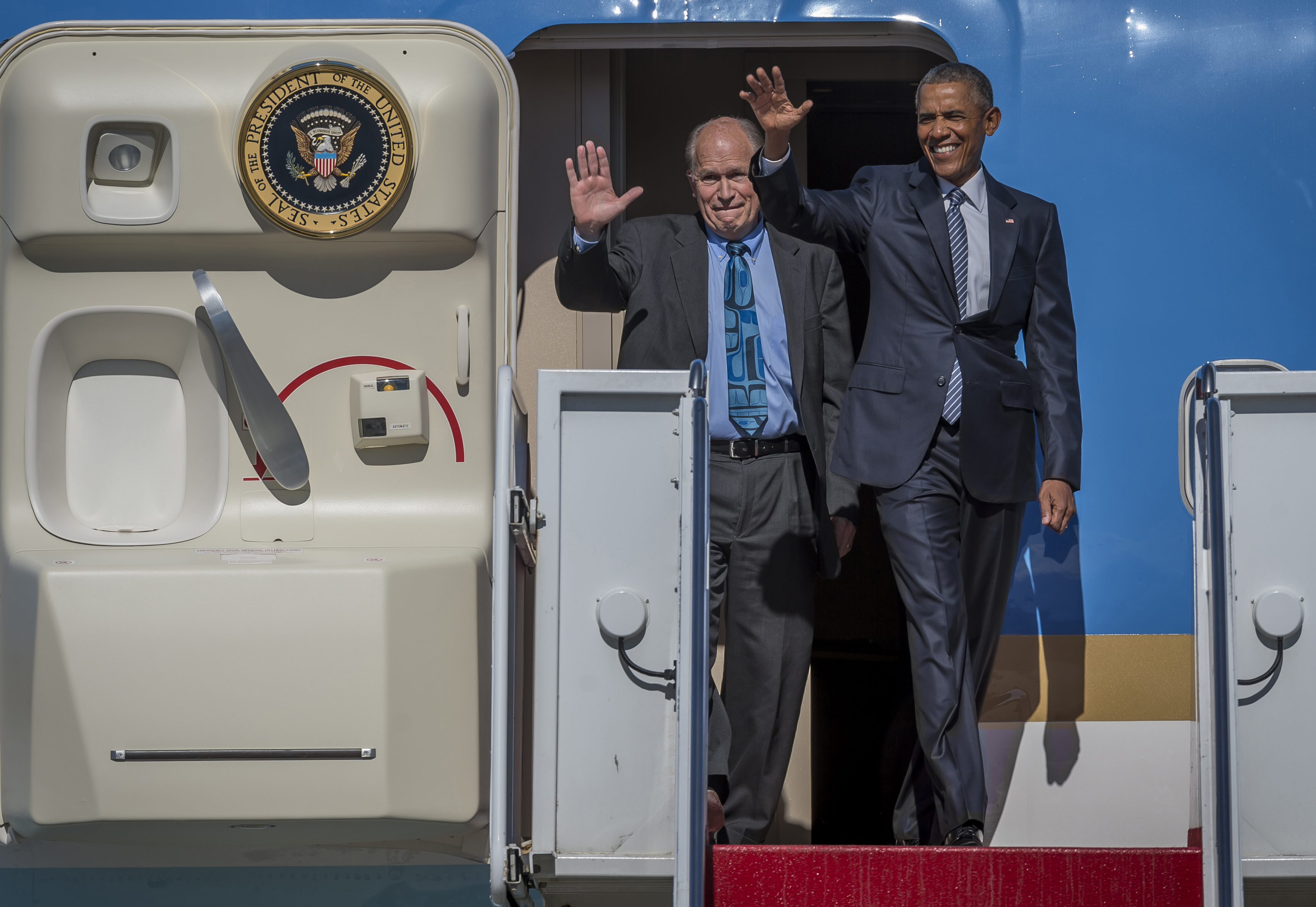
Während eines Alaska-Besuchs von Präsident Obama steigt dieser gemeinsam mit Gouverneur Walker aus der Air Force One (August 2015)

Am 1. Dezember 2014 wurde Bill Walker zum neuen Gouverneur des Bundesstaates vereidigt, während Byron Mallott das Amt des Vizegouverneurs antrat. Am folgenden Tag ernannte Walker neun Commissioners, die etwa Ministern entsprechen, in sein Kabinett. Von seinem Vorgänger behielt er als einzigen den Minister für öffentliche Sicherheit. Die Berufungen des Gouverneurs wurden im Januar 2015 vom Staatssenat bestätigt.
Im Gesetzgebungsverfahren ist die neue von Walker geführte Regierung dennoch auf die Republikaner angewiesen, die in beiden Kammern der State Legislature über eine Mehrheit verfügen. Allerdings reicht diese Mehrheit nicht aus, ohne die Demokraten ein Veto des Regierungschefs mit zwei Dritteln der Stimmen zurückweisen zu können.
Zwei Wochen nach seinem Amtsantritt kündigte Walker seine bereits im Wahlkampf erklärte Absicht an, das Gesundheitsfürsorgeprogramm Medicaid im Rahmen der von US-Präsident Barack Obama initiierten Gesundheitsreform von 2010 in Alaska ausweiten zu wollen. Nachdem sein Vorgänger Sean Parnell ein solches Vorhaben abgelehnt hatte, schließt sich der neue Regierungschef damit sämtlichen demokratischen und einer Handvoll republikanischen Gouverneuren an, die ähnliche Pläne bereits umgesetzt haben. Nach Walkers Konzept sollen künftig rund 40.000 Menschen von dem Programm profitieren. Republikanische Abgeordnete, deren Zustimmung aufgrund der Mehrheitsverhältnisse unumgänglich ist, kündigten Kompromissbereitschaft an.
In einer Regierungserklärung von Ende Januar 2015 gab Walker bekannt, in sämtlichen Bereichen Einsparungen vorzunehmen, um so das Haushaltsdefizit von 3,5 Milliarden US-Dollar im letzten Fiskaljahr schließen zu können. Lediglich im Bildungssektor sollen die Kürzungen um 2,5 Prozent vom letzten Etat am geringsten ausfallen. Allerdings gibt es gegen Einsparungen beim Schulwesen Widerstand aus beiden Parteien in der Legislative.
Walker kündigte zunächst an, sich erneut als Parteiloser um eine zweite Amtszeit bei den Gouverneurswahlen 2018 zu bewerben. Am 19. Oktober 2018 erklärte der Gouverneur jedoch seinen Ausstieg aus dem Rennen an und sprach sich für den Demokraten Mark Begich aus. Als Begründung führte Walker an, es sei nicht möglich, die Wahl sowohl gegen Begich als auch den Republikaner Mike J. Dunleavy zu gewinnen. In der Tat hatten Umfragen ergeben, dass Walker und Begich die Stimmen der politischen Mitte und der Linksliberalen splitten würden, womit ein republikanischer Sieg äußert wahrscheinlich wurde. Wenige Tage vor Walkers Ausstieg aus dem Wahlkampf war sein demokratischer Vizegouverneur Byron Mallott von seinem Amt zurückgetreten, nachdem ihm unangemessene Kommentare vorgeworfen wurden. Der von Walker favorisierte demokratische Kandidat Begich unterlag jedoch bei den Wahlen 2018 dem Republikaner Mike J. Dunleavy mit 44 % zu 51 %. Walkers Amtszeit endete turnusgemäß am 3. Dezember 2018.

## Privatleben
Walker ist seit 1977 mit seiner Frau Donna verheiratet, mit der er vier Kinder hat. Er lebt mit seiner Familie in Anchorage.